# بدوقة
بدوقة قرية تتبع ناحية الطواحين في شرق منطقة بانياس التابعة لمحافظة طرطوس.